# Bonshaw Provincial Park
Bonshaw Provincial Park är en park i Kanada.   Den ligger i provinsen Prince Edward Island, i den östra delen av landet, 1 000 km öster om huvudstaden Ottawa. Bonshaw Provincial Park ligger 31 meter över havet.
Terrängen runt Bonshaw Provincial Park är platt. Havet är nära Bonshaw Provincial Park åt sydväst. Närmaste större samhälle är Charlottetown, 17,5 km öster om Bonshaw Provincial Park. 
Omgivningarna runt Bonshaw Provincial Park är en mosaik av jordbruksmark och naturlig växtlighet. Runt Bonshaw Provincial Park är det glesbefolkat, med 16 invånare per kvadratkilometer.